# Gonomyia (Paralipophleps) neobifida
Gonomyia (Paralipophleps) neobifida is een tweevleugelige uit de familie steltmuggen (Limoniidae). De soort komt voor in het Neotropisch gebied.